# آهن سول بن
آهن سول بن المعروفة بإسمها الفني سولبين (بالكورية: 솔빈)‏ هي مغنية وممثلة كورية جنوبية. ولدت في 19 أغسطس 1997 في سونغنام بكوريا الجنوبية. وهي عضو في مجموعة لابوم.

## روابط خارجية
- آهن سول بن على موقع IMDb (الإنجليزية)
- آهن سول بن على موقع ديسكوغز (الإنجليزية)
- آهن سول بن على موقع قاعدة بيانات الفيلم (الإنجليزية)